# José Lara Nimo
José Lara Nimo (Cádiz, 24 de diciembre de 1945-Cádiz, 18 de noviembre de 2024)fue un futbolista español que jugó en la demarcación de delantero.

## Biografía
Debutó en 1963, a los 17 años, con el Balón de Cádiz CF en Tercera División. Un año después fichó por el Cádiz CF, ya en Segunda División. En 1966 se marchó traspasado al Granada CF, donde militó hasta la temporada 1969-1970 en Primera División, con un total de once goles en 61 partidos disputados. Además, en 1969 se convirtió en el primer jugador sustituido en liga en un partido contra el Pontevedra CF. Tras un breve paso por el Elche CF, también en Primera División, volvió a Cádiz para jugar tanto en el Cádiz CF como en el Balón de Cádiz CF, equipo en el que se retiró como futbolista en 1974.
Falleció el 18 de noviembre de 2024, a los 78 años.

## Clubes
| Club              | País   | Año       | Partidos | Goles |
| ----------------- | ------ | --------- | -------- | ----- |
| Balón de Cádiz CF | España | 1963-1965 | 42       | 30    |
| Cádiz CF          | España | 1965-1966 | 25       | 4     |
| Granada CF        | España | 1966-1970 | 61       | 11    |
| Elche CF          | España | 1970-1971 | 14       | 1     |
| Cádiz CF          | España | 1971-1972 | 34       | 1     |
| Balón de Cádiz CF | España | 1973-1974 | 11       | 5     |